# Tapintási illúzió
Tapintási illúzió olyan érzékcsalódás, mely során a valóság helytelen, hamis érzete alakul ki az ember agyában, torzulva észlel bizonyos külvilági ingereket. Érdekes azonban, hogy az agynak a tapintási illúzió során aktiválódott részei hasonlóak azokhoz az aktiválódott részekhez, amelyek a tényleges tapintás hatására aktiválódnak.

Csukló és kéz

## Története

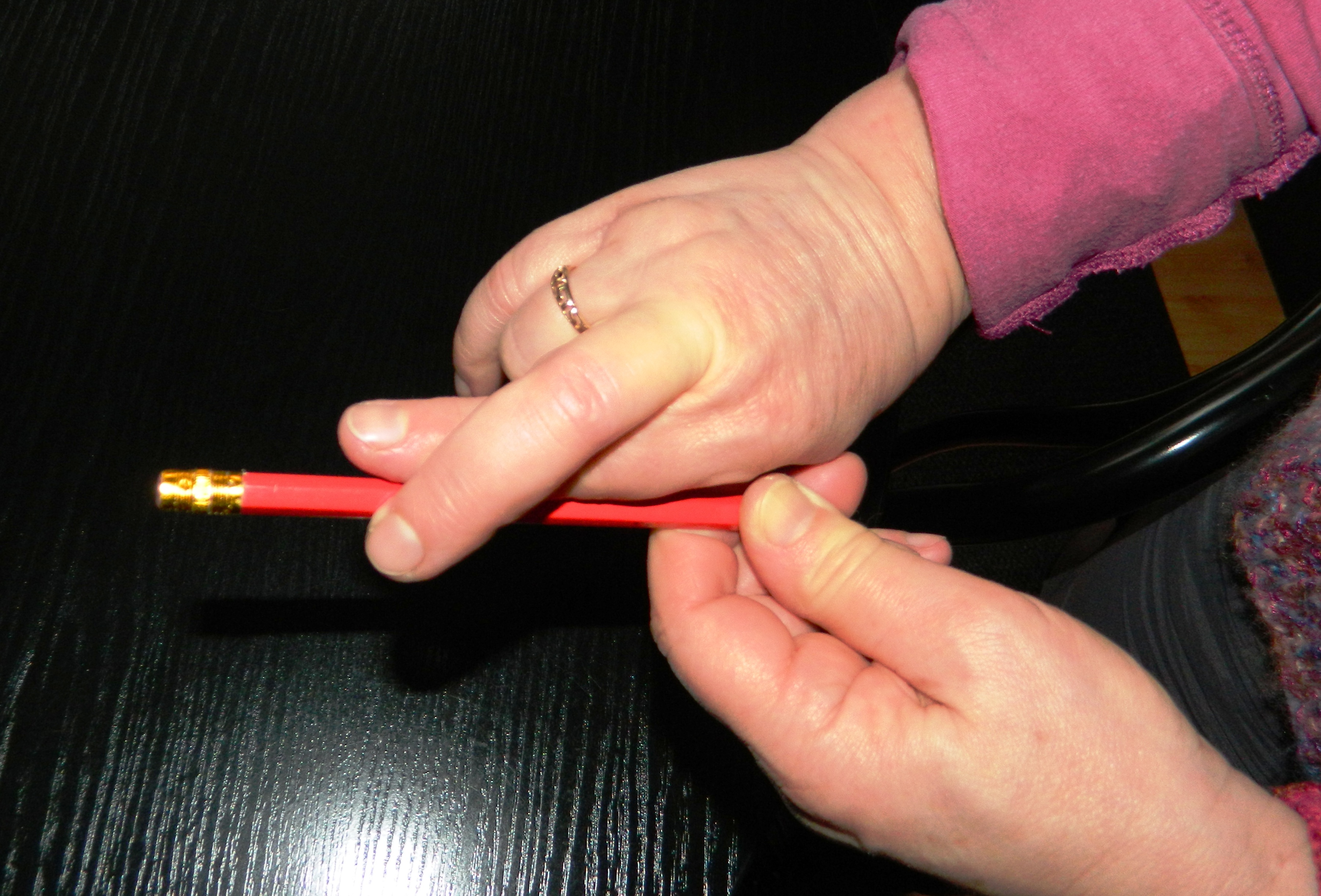
Arisztotelész-illúzió

Arisztotelész  írta le a legrégebbi tapintási illúziót. Ha keresztbe tesszük a két egymás melletti ujjunkat, és megérintünk egy tárgyat úgy, hogy mindkét ujjhegyünk egyszerre ér hozzá, akkor úgy fog tűnni, mintha egyszerre két tárgyhoz értünk volna hozzá.
Fabrizio Benedetti vizsgálatokat végzett a 20. században az Arisztotelész-féle jelenségnek a tanulmányozására.  Rájött arra, hogy ha ugyanezt a próbát nem keresztezett ujjakkal, hanem kicsit széttartott ujjakkal végezzük el, akkor a kívánt hatás elmarad. „Benedetti a látás analógiájából vette a magyarázatot, amikor egy tárgy képe ingerli mindkét retinát, akkor majdnem mindig csak egy tárgyat látunk.” (…) „Amikor azonban a képeket nem megfelelő pontokra vetítjük, kettős látást észlelünk. (…) Azt feltételezte, hogy mindig megkettőződik az észlelés, ha két receptorpontot (jelen esetben ujjhegy), amelyeket normálisan nem ingerel ugyanaz a tárgy, mégis ez a tárgy ingerli”. Ezt a kettősségérzést úgy akarta bizonyítani, hogy más eszközzel is megpróbálta kiváltani. Összeszorította egy kapocs segítségével a kísérleti személy gyűrűsujját a középsővel. „Az ujjak oldalára gyakorolt nyomás változásával Benedetti képes volt az ujjak bőrét 3-12 milliméterrel eltolni. Ezek után az összekapcsolt ujjak hegyét vagy egy gömbbel, vagy két összeragasztott gömbbel érintette. A kísérleti személy beszámolt róla, hogy egy vagy két tárgyat érzett. Benedetti azt találta, hogy a bőr 4-6 milliméteres eltolása a tapintási érzéklet megkettőzésének intenzív illúzióját okozhatja”.
A kutatásának végső eredménye az volt, hogy bekötötte hosszú időre a középső ujjat, mintha amputálták volna. Így ez az ujj nem volt képes felvenni a tapintási ingereket. Az eredmény megdöbbentő volt, mert hat havi kötésviselés után a mutató- és a gyűrűsujj úgy viselkedett, mintha szomszédosak lettek volna, s így ezeknek az egyidejű érintése nem okozott kettősségérzést.

## Példák

### Tölcsér-illúzió
A bőr több pontját rövid ideig tartó ingerekkel folyamatosan ingerlik. A kísérlet eredménye, hogy a próbaingerek központjában egyetlen ponton jelenik meg a központi érzés még akkor is, ha ott egyszer sem következett be a tényleges fizikai inger.

### Homokóra-illúzió
Laboratóriumi körülmények között a kísérleti személyek a hüvelyk- és a mutatóujjuk között egy rudat pödörtek. A személyeknek úgy tűnt, hogy láthatóan csökken a rúd átmérője annál a pontnál, ahol az ujjak érintkeztek.  Minél hosszabb ideig végezték a kísérletet, annál inkább érzékelték az illúziót.

### Fantomvégtag
Végtag-amputáció után olyan érzés keletkezik, mintha az amputált, vagy hiányzó végtag még mindig része lenne a testnek és együtt mozogna a többi testrésszel.

## Fordítás
- Ez a szócikk részben vagy egészben  az   Illusion című angol Wikipédia-szócikk fordításán alapul.  Az eredeti cikk szerkesztőit annak laptörténete sorolja fel. Ez a jelzés csupán a megfogalmazás eredetét és a szerzői jogokat jelzi, nem szolgál a cikkben szereplő információk forrásmegjelöléseként.